# Jasmin Duehring
Jasmin Duehring, geborene Glässer, dann Glaesser, (* 8. Juli 1992 in Paderborn, Ostwestfalen) ist eine ehemalige kanadische Radrennfahrerin, die auf Bahn und Straße aktiv war.

## Sportlicher Werdegang
In der Highschool betrieb Jasmin Glaesser Laufsport, musste aber nach einigen Verletzungen die Sportart wechseln. 2009, im Alter von 17 Jahren begann sie mit dem Radsport.
Ein Jahr später, 2010, wurde Glaesser zweifache kanadische Meisterin der Juniorinnen, im Straßenrennen und im Einzelzeitfahren. Im Jahr darauf errang sie in der Mannschaftsverfolgung gemeinsam mit Laura Brown und Stephanie Roorda die Goldmedaille bei den Panamerikanischen Spielen, ein Erfolg, den sie mit der kanadischen Mannschaft vier Jahre später vor heimischem Publikum im Mattamy National Cycling Centre in Milton wiederholen konnte. Insgesamt errang sie bis 2015 vier Goldmedaillen bei Panamerikanischen Spielen, auf Bahn und Straße.
Bei den Olympischen Spielen 2012 in London errang Jasmin Glaesser gemeinsam mit Gillian Carleton und Tara Whitten die Bronzemedaille in der Mannschaftsverfolgung.
In den folgenden Jahren wurde Glaesser zu einer verlässlichen Größe im kanadischen Frauen-Bahnradsport: Zwischen 2012 und 2016 war sie die einzige Fahrerin des kanadischen Mannschaftsverfolgungsteams, die bei allen fünf Weltmeisterschaften und Olympia 2012 zum Team gehörte. Zudem konnte sie im Punktefahren in dieser Zeit zweimal Silber und einmal Bronze gewinnen.
2016 wurde Jasmin Glaesser für die Teilnahme an den Olympischen Spielen in Rio de Janeiro nominiert. Gemeinsam mit Laura Brown, Kirsti Lay und Georgia Simmerling errang sie die Bronzemedaille in der Mannschaftsverfolgung. Bei den UCI-Bahn-Weltmeisterschaften 2018 belegte sie im Punktefahren Platz drei.

## Privates
Jasmin Glaessers Vater Uwe Glässer war Professor am Heinz Nixdorf Institut der Universität Paderborn. Jasmin Glässer ist 1992 in Paderborn geboren worden, wanderte mit den Eltern 1999 nach Kanada aus und erhielt im September 2011 die kanadische Staatsbürgerschaft, nachdem sie zwölf Jahre in Kanada gelebt hatte. Ab dem Jahr 2010 studierte sie Informatik und Mathematik an der Simon Fraser University (SFU) in Burnaby. Nach den Spielen in Rio heiratete sie und nahm den Nachnamen ihres Mannes Duehring an, unter dem sie seitdem auch startete.

## Erfolge

### Bahn
2011
- Panamerikaspielesieger – Mannschaftsverfolgung (mit Laura Brown und Stephanie Roorda)

2012
- Olympische Sommerspiele 2012 – Mannschaftsverfolgung (mit Laura Brown, Allison Beveridge und Stephanie Roorda)
- UCI-Bahn-Weltmeisterschaften 2012 – Punktefahren
- UCI-Bahn-Weltmeisterschaften 2012 – Mannschaftsverfolgung (mit Tara Whitten und Gillian Carleton)

2013
- UCI-Bahn-Weltmeisterschaften 2013 – Mannschaftsverfolgung (mit Laura Brown und Gillian Carleton)
- Bahnrad-Weltcup 2012/13 3. Lauf – Mannschaftsverfolgung (mit Gillian Carleton und Stephanie Roorda)
- Bahnrad-Weltcup 2013/14 3. Lauf – Mannschaftsverfolgung (mit Allison Beveridge, Laura Brown und Stephanie Roorda)

2014
- UCI-Bahn-Weltmeisterschaften 2014 – Mannschaftsverfolgung (mit Laura Brown, Allison Beveridge und Stephanie Roorda)
- UCI-Bahn-Weltmeisterschaften 2014 – Punktefahren
- Kanadische Meisterin – Einerverfolgung, Mannschaftsverfolgung (mit Stephanie Roorda, Laura Brown und Brenna Pauly)

2015
- UCI-Bahn-Weltmeisterschaften 2015 – Mannschaftsverfolgung (mit Kirsti Lay, Allison Beveridge und Stephanie Roorda)
- Panamerikaspielesieger – Mannschaftsverfolgung (mit Allison Beveridge, Laura Brown und Kirsti Lay)
- Bahnrad-Weltcup 2015/16 1. Lauf – Mannschaftsverfolgung (mit Allison Beveridge, Kirsti Lay und Stephanie Roorda)
- Kanadische Meisterin – Einerverfolgung, Omnium, Mannschaftsverfolgung (mit Laura Brown, Stephanie Roorda und Georgia Simmerling)

2016
- Olympische Spiele – Mannschaftsverfolgung (mit Allison Beveridge, Laura Brown, Kirsti Lay und Georgia Simmerling)
- UCI-Bahn-Weltmeisterschaften 2016 – Punktefahren, Mannschaftsverfolgung (mit Kirsti Lay, Allison Beveridge und Georgia Simmerling)
- Bahnrad-Weltcup 2015/16 3. Lauf – Mannschaftsverfolgung (mit Laura Brown, Stephanie Roorda und Georgia Simmerling)

2017
- Kanadische Meisterin – Zweier-Mannschaftsfahren (mit Allison Beveridge), Mannschaftsverfolgung (mit Allison Beveridge, Katherine Maine und Annie Foreman-Mackey)

2018
- Weltmeisterschaft – Punktefahren

### Straße
2010
- Kanadische Meisterin (Juniorinnen) – Straßenrennen, Einzelzeitfahren

2015
- Siegerin Panamerikanische Spiele – Straßenrennen
- Panamerikanische Spiele – Einzelzeitfahren